# リシニオ・ランゲル
リニシオ・ランゲル (Licínio Rangel, 1936年1月5日 – 2002年12月16日) は、1991年に聖座の承認を得ずに聖別されたが、のちに聖座と和解したブラジル人司教である。和解後の2002年に11ヶ月ほどカトリック教会の司教を務めた。 

## 経歴
ランゲルは1936年1月5日にブラジルのカンポス (Campos dos Goytacazes) にて生誕した。長じて、聖ピオ十世会のメンバーとなった。
1991年にリオデジャネイロ郊外の São Fidélis にて司祭に叙階された。バチカンは彼および彼の叙階に関わった関係者を破門に処した。
教皇の許可なく、1991年7月28日にリオデジャネイロの São Fidélis においてベルナール・ティシエ・ド・マルレ( アルフォンソ・デ・ガラレタ および リチャード・ウィリアムソンによる補佐) により司教に聖別された。この際彼を司教聖別した3名の聖ピオ十世会の会員らは、彼ら自身が教皇の許可なく聖別されたためにカトリック教会から破門された司教であるため、ランゲル自身も正当な権威のない式にて司教聖別されたために、latae sententiae.により破門となった。
ランゲルは1991年に、ブラジルのカンポス大司教区の association of priests である Priestly Society of Saint John Mary Vianney の総長職をアントニオ・デ・カストロ・マイヤー司教から継承した。
2001年8月15日、ランゲルは同会の25名の司祭全員を連れて、聖座と和解した。教皇ヨハネ・パウロ2世に宛てた手紙で、彼自身のローマへの完全な服従とローマとの交わりを確認した。ヨハネ・パウロ2世はこれに対し応答して曰く、同年12月25日に、ランゲルらがカトリック教会との完全な交わりに戻ることを歓迎し、彼らに負わせられたいかなる非難も撤回するとした。同日、教皇により Personal Apostolic Administration of Saint John Mary Vianney （聖ヨハネ・マリア・ヴィアンネ聖座管轄区）が設立され、教皇は、カンポス大司教区と同一域内で、教皇ピオ5世により制定され、教皇ヨハネ23世により改定された典礼様式のミサを執行する権限を与えた。
2002年1月18日、教皇ヨハネ・パウロ2世はランゲルを聖座管轄区長および Zarna の名誉司教に任命した。
ランゲルは腎臓がんにより2002年12月16日にカンポスで死去した。

## 参照
1. 1 2  “Licinio Rangel, obispo integrista brasileño” (スペイン語). El País. (2002年12月24日) 2021年9月21日閲覧。
2. 1 2 3  Ohly, Christoph (2014). “Personaladministration und Personalordinariat. Neue verfassungsrechtliche Strukturen im Hinblick auf die Entwicklung eines ökumenischen Kirchenrechts”. In Rees, Wilhelm (ドイツ語). Ökumene. LIT Verlag Münster. p. 109. ISBN 9783643505545 2021年11月11日閲覧。
3. ↑  Hall, Nicole (2003年). “Old Right Renaissance”. CIEL-UK.  オリジナルの2006年4月26日時点におけるアーカイブ。 2021年9月21日閲覧。
4. ↑  "Comunicato: Ritorno alla Piens Comunione dei Membri dell'Unione San Giovanni Maria Vianney di Campos in Brasile, 18.01.2002" (Press release) (イタリア語). Holy See Press Office. 18 January 2002. 2021年9月21日閲覧。
5. ↑  "Rinunce e Nomine (continuazione), 18.01.2002" (Press release) (イタリア語). Holy See Press Office. 18 January 2002. 2021年9月21日閲覧。

追加資料
- ベルナール・フェレー聖ピオ十世会総長（当時）によるプレスリリース「カンポスの司祭たちに関して聖ピオ10世会の公式声明」（日本語・英語）2002年1月16日、SSPX.

- Allen Jr., John L. (2002年1月11日). “Vatican, Brazilian group to reconcile”. National Catholic Reporter This report anticipates the events of 18 January 2002.